# Nikolai Nikolajewitsch Strachow

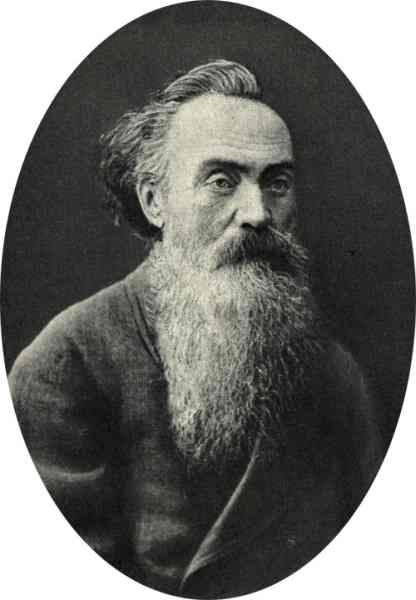
Nikolai Strachow, 1890er Jahre

Nikolai Nikolajewitsch Strachow (russisch: Никола́й Никола́евич Стра́хов; * 16. Oktober 1828 in Belgorod; † 24. Januar 1896 in Sankt Petersburg) war ein russischer Philosoph, Publizist und Literaturkritiker. Gemeinsam mit Nikolai Danilewski und Konstantin Leontjew gehörte er zu den Hauptvertretern der Potschwennitschestwo-Bewegung, einer Gruppierung innerhalb der Slawophilen des 19. Jahrhunderts, die eine Europäisierung Russlands abwenden wollte, einzelne westliche Konzepte ‒ besonders die Freiheit und den Wert des Individuums ‒ aber zu integrieren versuchte. Strachow stand einige Jahre lang Fjodor Dostojewski nahe und wurde später ein langjähriger Freund von Lew Tolstoi.

## Leben und Werk
Strachow war Sohn eines orthodoxen Priesters und erhielt seine Ausbildung zunächst im Priesterseminar. Anschließend studierte er an der Staatlichen Universität Sankt Petersburg Mathematik und Naturwissenschaften.
In den 1850er Jahren veröffentlichte Strachow in der Zeitschrift Fackel einige vielbeachtete Artikel, darunter die Serie Briefe über das Leben und eine Rezension von Pjotr Lawrows Studien zur Frage der praktischen Philosophie.
1860 engagierte Dostojewski ihn, gemeinsam mit Apollon Grigorjew, als Hauptautoren seines neuen Monatsmagazins Wremja. Diese Tätigkeit markierte den Beginn seiner Karriere als Publizist und Literaturkritiker. Strachow war ein Apologet des philosophischen Idealismus, besonders von Hegel. Er war der führende Ideologe der Potschwenniki, die eine „Rückkehr zur Erde“ propagierten und eine holistische Weltanschauung vertraten, nach der Natur und Gesellschaft ein organisches Ganzes bilden.
1869‒1870 veröffentlichte Strachow in der Zeitschrift Rassvet eine dreiteilige Rezension von Tolstois Roman Krieg und Frieden und gelangte mit dem Autor darüber in Kontakt. Eine langjährige Korrespondenz entstand daraus.
1889 wurde er zum korrespondierenden Mitglied der Russischen Akademie der Wissenschaften in Sankt Petersburg gewählt.